# Attaque du 27 avril 2020 à Colombes
Le texte peut changer fréquemment, n’est peut-être pas à jour et peut manquer de recul. 
Le titre et la description de l'acte concerné reposent sur la qualification juridique retenue lors de la rédaction de l'article et peuvent évoluer en même temps que celle-ci.
L'attaque du 27 avril 2020 est une attaque à la voiture-bélier perpétrée le 27 avril 2020 à Colombes en France.
L'auteur fauche trois policiers à bord d'un véhicule avant d'être appréhendé, muni d'un couteau et d'une lettre d’allégeance à l'État islamique écrite au dos d'une attestation de déplacement dérogatoire.
Après celui du 4 avril qui a fait 2 morts et 5 blessés à Romans-sur-Isère, c'est le second attentat à survenir en France pendant le confinement dû à la pandémie de Covid-19 qui touche alors le pays.

## Faits
Dans le centre-ville, vers 17 h 36 dans une avenue proche du stade olympique Yves-du-Manoir, l'auteur fauche avec une BMW Série 1 noire trois policiers à bord d'un véhicule avant d'être appréhendé par des policiers municipaux aussi sur les lieux, muni d'un couteau et d'une lettre d’allégeance à Adnane Abou Walid al-Sahraoui qu'il considère comme le « digne héritier d'Abou Bakr Al-Baghdadi » et « nouvel émir de l'État islamique »,,,. 
Selon le journaliste Wassim Nasr, il se serait fait berner par une rumeur infondée laissant entendre que Sahraoui serait le successeur de Baghdadi, ce qui n'est pas le cas en réalité.

## Enquête
Après analyse du rapport d'expertise psychiatrique du suspect, le parquet antiterroriste se saisit de l'affaire. L'expertise psychiatrique exclue en effet toute abolition ou altération du discernement au moment des faits,.
Dans sa lettre d'allégeance, il écrit se lancer « à corps perdu dans la bataille pour imposer la charia sur l'ensemble de la terre ».
Lors de son interrogatoire, le suspect reconnaît avoir agi volontairement, et explique « avoir percuté les policiers en représailles à la situation en Palestine », précisant « avoir regardé des vidéos sur la Palestine avant d'agir ». Il revendique par ailleurs quinze ans d'engagement pour la cause palestinienne. 
Le soir même, un voisin du suspect est mis à garde à vue. Il possède une vidéo de l'attaque et il annonce aux forces de l'ordre, lors de son interpellation, avoir « des projets » similaires à ceux de Youssef Tihlah.
L'exploitation des supports numériques du suspect démontre qu'il éprouve de l'intérêt pour l’État islamique et pour le terrorisme de manière générale. Elle montre également une adhésion aux discours anti-occidentaux basés sur la situation géopolitique de la Palestine et du Sahel. Selon l'enquête, il a agi seul.
À sa sortie de garde à vue, le 1er mai 2020, il est mis en examen et placé en détention provisoire pour tentatives d'assassinat sur personnes dépositaires de l'autorité publique en relation avec une entreprise terroriste,,. Une enquête est également ouverte pour association de malfaiteurs terroriste criminelle au cas où d'éventuels complices seraient découverts ; mais puisque l'enquête semble plutôt démontrer qu'il aurait agi seul, ce chef d'accusation n'est pas retenu dans l'information judiciaire.

## Suspect
Youssef Tihlah est né le 24 juin 1990 à Lunéville en Meurthe-et-Moselle. Il est le cinquième et dernier enfant d'une famille d'origine marocaine. Condamné en 2010 à des travaux d'intérêts généraux pour des faits de violences aggravées commis en 2008, il est inconnu des services de renseignements pour radicalisation,. Son discours est jugé très cohérent. Il nourrit son idéologie sur les réseaux sociaux djihadistes. En 2018, il a le projet de se rendre en Syrie mais renonce pour des raisons financières. Il accepte l'idée d'être incarcéré à vie puisque, dit-il, « Allah m'a désigné », et qu'il voulait, « taper du flic »,.
Son profil ne semble pas être celui d'un déséquilibré, mais plutôt celui de quelqu'un de « très solitaire » qui « assume totalement son acte » et se considère comme un « guerrier » évitant de cibler les « civils ». Ses voisins le décrivent comme quelqu'un de « tranquille » et sans « problème ».

## Victimes
Benjamin Forest et Antoine Duguen, deux policiers motards de la direction de l'ordre public et de la circulation (DOPC), sont grièvement blessés, le premier à la tête, le second aux jambes et au bassin, et doivent être hospitalisés pendant plus d'un an,,. Un troisième policier est légèrement blessé,. Au total, quatre policiers municipaux présents sur place se voient prescrire des incapacités totales de travail (ITT), pour certaines supérieures à 90 jours, en raison du traumatisme psychologique subi. 

## Procès
Le 11 mars 2024, le procès de Youssef Tihlah s'ouvre devant la cour d'assises spéciale de Paris. Le 15 mars 2024, cette dernière le condamne à 24 ans de réclusion criminelle, avec une période de sûreté de 16 ans. 